# Baiomys musculus
Baiomys musculus is een knaagdier uit de familie van de Cricetidae. De wetenschappelijke naam van de soort werd voor het eerst geldig gepubliceerd door Merriam in 1892.

## Uiterlijk
De bovenvacht van dit knaagdier varieert van roodbruin tot bijna zwart. De onderbuik is lichter gekleurd dan de rug en varieert van rozig tot wit. Juvenielen worden geboren met een grijze vacht die langzaam bruin wordt naarmate dat ze volwassen worden.